# Limski kanal
Limski kanal, tudi Limski zaliv ali napačno Limski fjord, je okoli 9 km dolg in povprečno 600 m širok zaliv na zahodni obali Istre med Porečem oz. Vrsarjem na severu in Rovinjem na jugu. Limski kanal je pravzaprav potopljen del Limske doline (tudi Limska draga), ki se nadaljuje v notranjost Istre kot kraška dolina, v katero se občasno izliva potok Lim. Na prehodu s kopnega v morje, kjer se zaliv združi s cesto Koper-Pulj, ima Limski zaliv karakterističen izgled kanjona s stenami, visokimi okoli 100 m. Stene pa se počasi spuščajo in imajo pri vhodu v zaliv višino okoli 20 m. Poraščene so s sredozemskim grmičevjem. Na koncu zaliva, ki je bogat z ribami, so tudi umetna vzgajališča rib.
V antiki je bil zaliv limes (meja), od tod tudi ime, med pokrajino, ki je na eni strani pripadala mestu Pulj, na drugem strani pa mestu Poreč. Gradina, ki se nahaja priti koncu zaliva je ilirska utrdba z nekropolo. Ostanki velike ilirske utrdbe so tudi pri cerkvi sv. Martina. 
Višje po suhi dolini Limske drage so ruševine zapuščenega srednjeveškega mesta Dvigrad. 
Vzdolž vse obale v zalivu se v stenah nahajajo številne jame, v katerih so bile odkrite najdbe iz neolitika.